# Santiago do Cacém
Santiago do Cacém es una ciudad portuguesa en el distrito de Setúbal, región de Alentejo y comunidad intermunicipal de Alentejo Litoral, con una población residente de 6403 habitantes (INE 2015)
Es la sede de uno de los dos mayores municipios de Portugal, con 1058,62 km² de área y 27 773 habitantes (2021), subdividido en ocho freguesias. Los municipio que limitan al norte por los municipio de Grândola, al nordeste por Ferreira do Alentejo, al este por Aljustrel, al sur por Ourique y Odemira y al oeste por Sines y tiene litoral en el océano Atlántico.
Está hermanada solamente con Santiago de Compostela, (Galicia - España).

## Demografía
| Gráfica de evolución demográfica de Santiago do Cacém entre 1801 y 2021 |
|                                                                         |
| Datos según el nomenclátor publicado por el INE portugués.              |

## Organización territorial
El municipio de Santiago do Cacém está formado por ocho freguesias:
- Abela
- Alvalade
- Cercal
- Ermidas-Sado
- Santiago do Cacém, Santa Cruz e São Bartolomeu da Serra
- Santo André
- São Domingos e Vale de Água
- São Francisco da Serra